# Earl D. Bloom

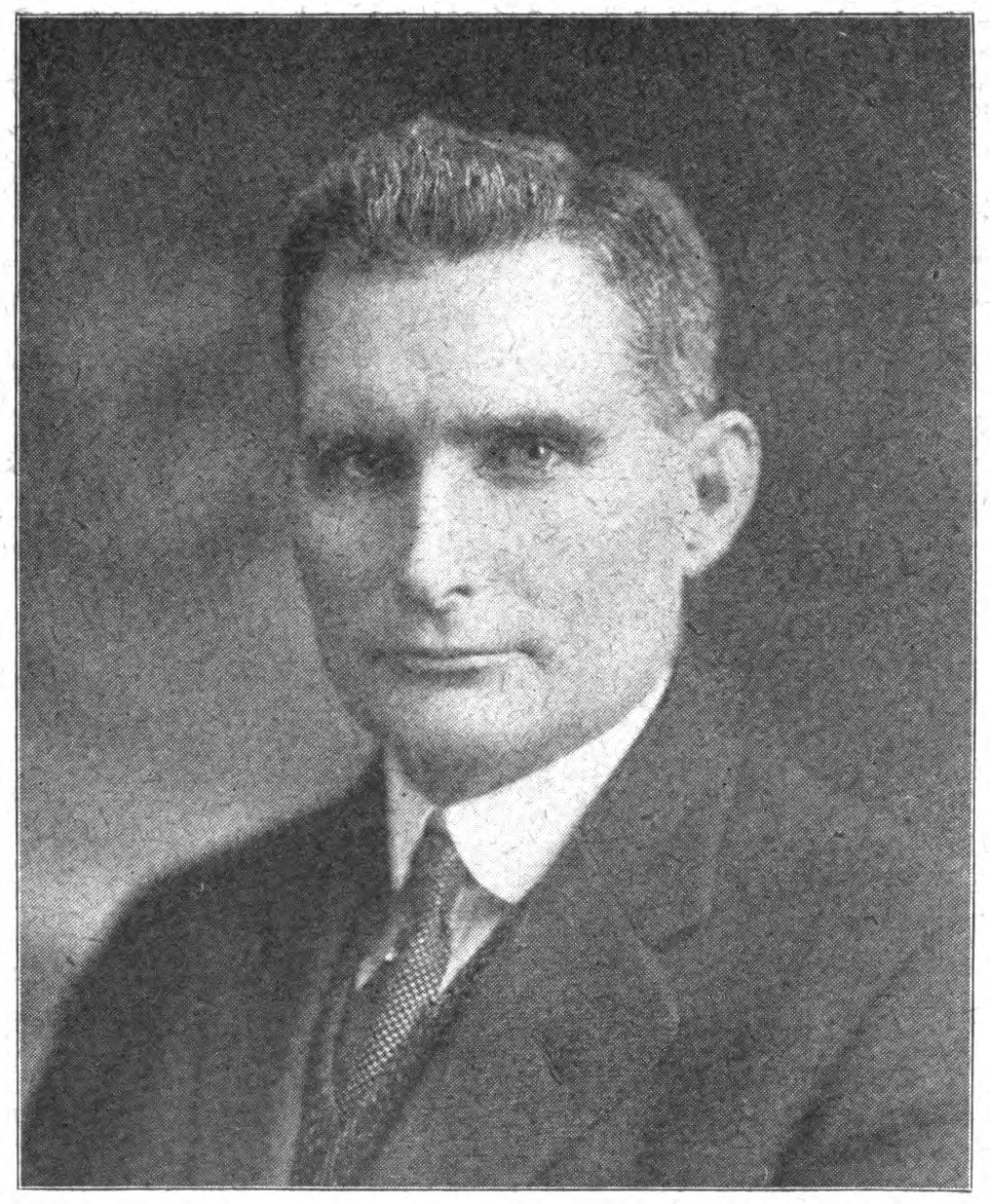
Earl D. Bloom

Earl D. Bloom (* 29. Mai 1871 im Wood County, Ohio; † 8. Juni 1930 in Toledo, Ohio) war ein US-amerikanischer Politiker. Zwischen 1917 und 1919, von 1923 bis 1925 sowie in den Jahren 1927 und 1928 war er Vizegouverneur des Bundesstaates Ohio.

## Werdegang
Earl Bloom besuchte die öffentlichen Schulen seiner Heimat. Danach war er für einige Zeit als Lehrer tätig. Nach einem anschließenden Jurastudium an der Ohio Northern University und seiner 1895 erfolgten Zulassung als Rechtsanwalt begann er zunächst in Bloomdale und später in Bowling Green in diesem Beruf zu arbeiten. Außerdem stieg er in das Bankgewerbe ein. Politisch wurde er Mitglied der Demokratischen Partei. In den Jahren 1916, 1920 und 1924 nahm er als Delegierter an den jeweiligen Democratic National Conventions teil.
1916 wurde Bloom an der Seite von James M. Cox zum Vizegouverneur von Ohio gewählt. Dieses Amt bekleidete er zwischen 1917 und 1919. Dabei war er Stellvertreter des Gouverneurs und Vorsitzender des Staatssenats. Gleichzeitig war er Direktor des Roten Kreuzes im Wood County. Zwischen 1923 und 1925 war er unter Gouverneur A. Victor Donahey erneut Vizegouverneur seines Staates. Im Jahr 1924 scheiterte er bei dem Versuch einer Wiederwahl in den Vorwahlen seiner Partei. 1926 wurde er zum dritten Mal in das Amt des Vizegouverneurs gewählt, das er zwischen dem 10. Januar 1927 und April 1928 letztmals ausübte. Dann trat er zurück, um Handelsminister von Ohio zu werden. Bei den Wahlen des Jahres 1928 kandidierte Bloom erfolglos in den Gouverneursvorwahlen seiner Partei.  Er starb am 8. Juni 1930 in Toledo.